# Ordine imperiale di Francesco Giuseppe
L'Ordine imperiale austriaco di Francesco Giuseppe (in tedesco: Kaiserlich-Österreichische Franz-Joseph-Orden) fu un ordine cavalleresco creato nell'ambito dell'Impero austro-ungarico.

## Storia
L'Ordine imperiale austriaco di Francesco Giuseppe venne creato dall'imperatore Francesco Giuseppe I per commemorare il primo anniversario della propria incoronazione ed ascesa al trono, con un decreto del 2 dicembre 1849.
L'onorificenza poteva essere concessa indipendentemente dal rango di nascita, dalla religione o dalla nazionalità e tutti gli insigniti dell'ordine avevano diritto ad entrare ai festeggiamenti a corte. Tuttavia, a differenza delle altre onorificenze imperiali austriache, quello di Francesco Giuseppe era l'unica onorificenza a non dare diritto di elevazione alla nobiltà, il che rappresentava un'innovazione nelle tradizioni asburgiche, ed era quindi concesso unicamente come riconoscimento ai meriti personali dell'insignito.
Altro fatto innovativo era che quest'onorificenza era concessa in numero illimitato e divenne pertanto l'"ordine di massa" per eccellenza nell'Impero austro-ungarico. Esso era destinato in particolare a premiare i membri della borghesia che potevano quindi esserne insigniti con facilità senza pretesa di elevazione alla nobiltà. Molto spesso veniva richiesta per la concessione di questa onorificenza che l'insignito fosse già insignito almeno della III classe dell'Ordine della Corona ferrea. Soprattutto nella seconda metà dell'Ottocento, l'ordine venne utilizzato per premiare artisti, musicisti, scienziati e personaggi della cultura.

## Classi
L'Ordine disponeva di cinque classi di benemerenza:
- Cavaliere di gran croce
- Commendatore con placca
- Commendatore
- Ufficiale
- Cavaliere

I gradi di Commendatore con placca (1869) e Ufficiale (1901) vennero aggiunti in tempi successivi.

## Insegne

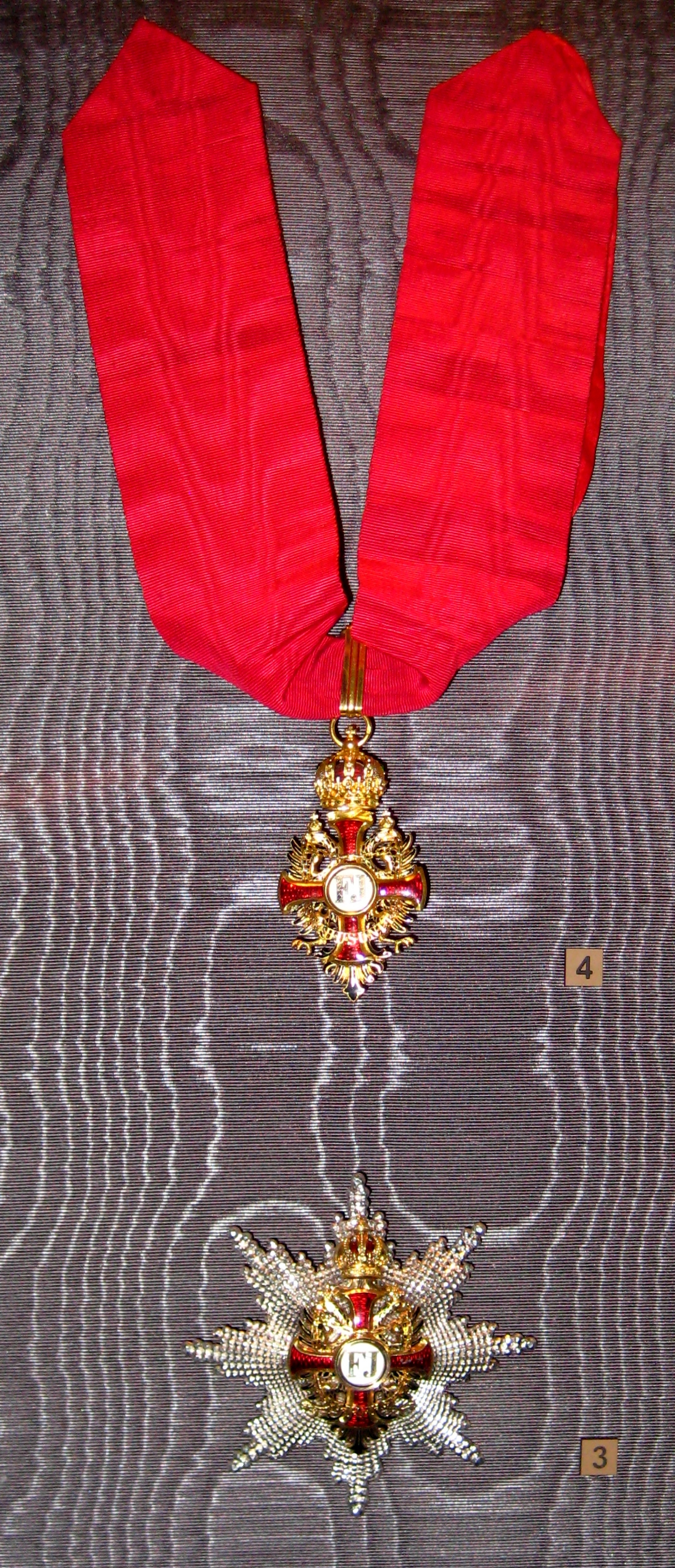
[4] Medaglia da commendatore.
[3] Stella della gran croce dell'ordine imperiale di Francesco Giuseppe.

Le insegne dell'Ordine imperiale austriaco di Francesco Giuseppe consistevano in una croce patente d'oro smaltata di rosso carminio e bordata d'oro. Al centro della croce si trova un medaglione bianco con le iniziali in tedesco di Francesco Giuseppe (Franz Joseph, "FJ"). La croce è caricata su un'aquila bicefala d'oro che tiene tra le zampe e tra i becchi una catena d'oro che attraversa tutta quanta la medaglia, che riporta il motto austriaco "VIRIBUS UNITIS". L'aquila è coronata dalla corona imperiale austriaca.
Nel corso dei primi anni d'esistenza dell'Ordine, la gran croce e la medaglia di commendatore erano legate ad un nastro rosso, ma successivi decreti disposero che gli insigniti non combattenti (ufficiali della Giustizia militare, ufficiali medici, veterinari ecc.) utilizzassero un nastro a striature bianche e rosse previsto per la croce al merito militare.
Con decreti successivi, vennero aggiunti un distintivo per i meritevoli di guerra (una corona d'alloro uscente dalla corona) ed una speciale distinzione delle spade per coloro che avessero compiuto atti di galanteria nei confronti del nemico.
|           |           |              |                         |                         |
| Nastri    |           |              |                         |                         |
| Cavaliere | Ufficiale | Commendatore | Commendatore con placca | Cavaliere di gran croce |

## Insigniti notabili
- Luigi di Battenberg
- Zog I d'Albania
- Johann Strauss (figlio)
- Cölestin Josef Ganglbauer
- Franz Xaver Nagl
- Ferdinand von Quast
- Viktor Weber von Webenau
- Moritz von Bissing
- Antonio Conforti
- Giuseppe Verdi
- Achille Basile
- Teresio Bocca
- Anton Bruckner
- Filippo Rossi (commissario)
- Karl Schaden
- Armando Diaz
- Giuseppe Grazioli
- Giulio Ricordi
- Julius Eisner Von Eisenhof

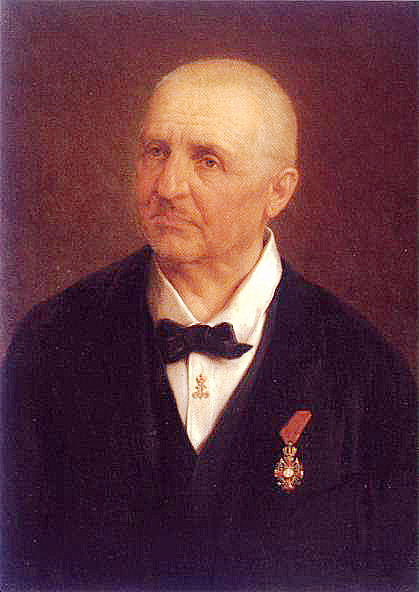
Anton Bruckner con la medaglia da cavaliere.

- Mons. Nazareno Patrizi (25 aprile 1901)

## Galleria d'immagini

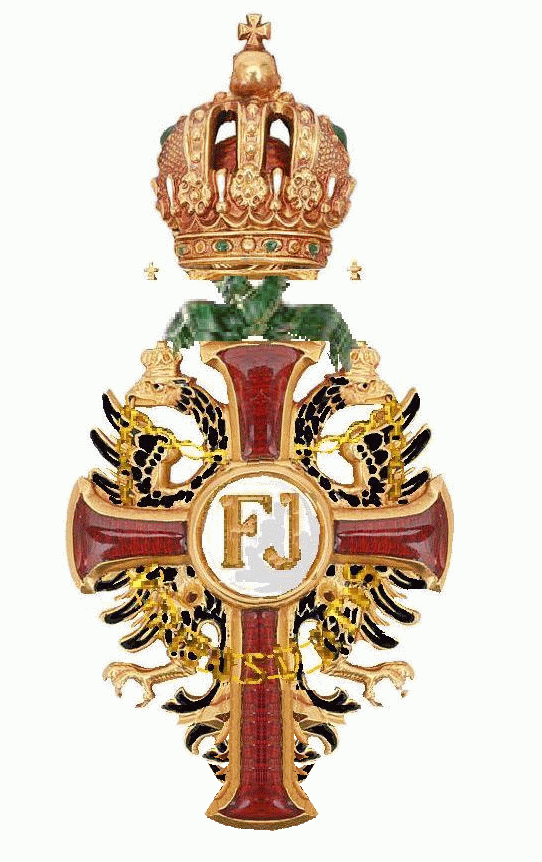
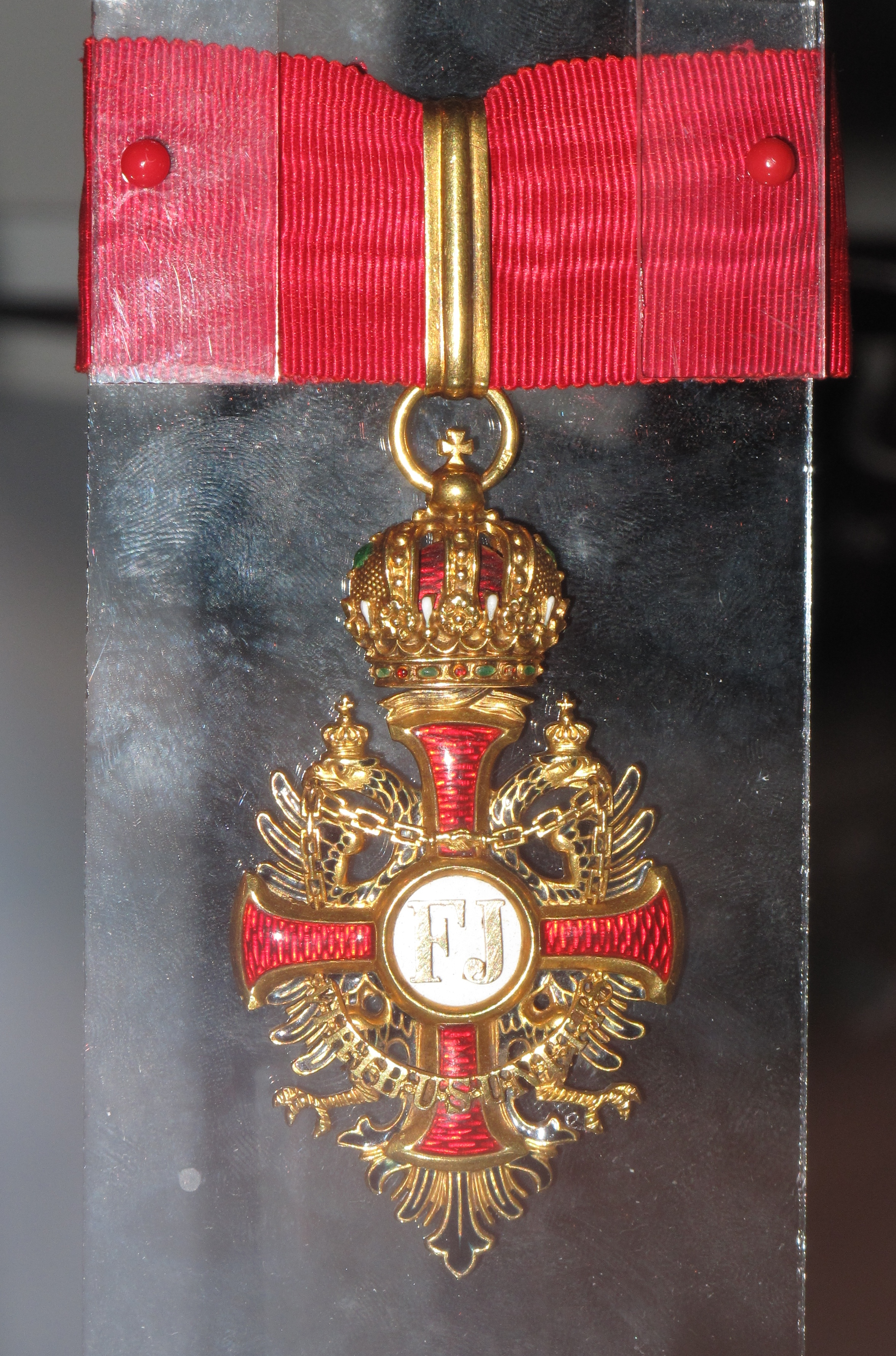